# 航空母艦
航空母艦（こうくうぼかん、英: aircraft carrier）は、航空機を多数搭載し、海上での航空基地の役割を果たす軍艦。略称は空母（くうぼ）。
第一次世界大戦で登場し、その当時は飛行機母艦の名称も使われた。イギリスは世界初の純粋な空母として「ハーミーズ」の建造を開始し、大日本帝国は日英同盟により空母「アーガス」や「ハーミーズ」の先行実績や設計図を参考にして小型空母「鳳翔」を建造し、同艦が純粋な空母として世界で初めて竣工した。
艦内に格納庫を有し、飛行甲板より艦載機（艦上機）を発着させることが可能な、海洋を移動する飛行場にして根拠地である。黎明期には、航空機の性能が低かったこともあって補助艦艇として扱われていたが、後に航空機の性能が向上して航空主兵論が台頭するとともに、機動部隊の中核となる主力艦としての地位を確立していった。

## 分類
1921年のワシントン軍縮会議では、「水上艦船であって専ら航空機を搭載する目的を以って計画され、航空機はその艦上から出発し、又その艦上に降着し得るように整備され、基本排水量が1万トンを超えるものを航空母艦という」と空母を定義している。1930年のロンドン海軍軍縮条約で基本排水量1万トン未満も空母に含まれることになった。

### 設計による分類
アメリカ海軍では、当初、航空母艦（Aircraft carrier）には一括してCVの船体分類記号が付与されていた。その後、第二次世界大戦に伴う需要激増に対応し、特に船団護衛に投入するため、1941年には商船の船体を利用した小型・低速の空母として航空機護衛艦（Aircraft escort vessel）が登場し、AVGの船体分類記号が付与された。1942年8月20日には補助航空母艦（Auxiliary aircraft carrier）と改称し、船体分類記号もACVに変更された。
その後、1943年7月15日に整理が図られた。従来の航空母艦（CV）のうち、満載排水量5万トン以上の艦（ミッドウェイ級）は大型航空母艦（Large aircraft carrier）に類別変更され、CVBの船体分類記号が付与された。一方、巡洋艦の設計を流用して満載排水量2万トン以下の艦（インディペンデンス級・サイパン級）は軽空母（Light aircraft carrier）に類別変更され、CVLの船体分類記号が付与された。またACVについても、他の空母になぞらえて、護衛空母（Escort carrier）と改称し、船体分類記号もCVEに変更された。
1952年には、正規空母（CV・CVB）について、下記のように役割による分類が導入された。また1956年5月29日には、核動力を導入した「エンタープライズ」が就役し、原子力攻撃空母（Nuclear-powered attack aircraft）の類別が新設されて、CVANの船体分類記号が付与された。その後、役割による分類が薄れたことから、1975年には、在来動力艦はCV、核動力艦はCVNと、再び設計のみによる分類へと回帰した。
なおこのように、アメリカ海軍とカナダ海軍で空母を表す船体分類記号としては「CV」が用いられる。1文字目の「C」は"Carrier"とする説もあるが、アメリカ海軍の公式webサイトでは、もともと巡洋艦の種別から派生したことから"Cruiser"の頭文字をとったものとしている。また2文字目の「V」はVesselの頭文字とする説もあるが、世界の艦船ではこれを否定し、艦上機の主翼を模した象形文字としている。ドイツ連邦共和国においては空母はRB、軽空母はRLに類別されている。またポルトガル語圏のブラジル連邦共和国においては空母はNAe、軽空母はNAeLに類別されている。

### 役割による分類
1952年7月、アメリカ海軍は、CVの一部を対潜戦に投入することを決定し、対潜空母（Anti-submarine warfare support aircraft carrier）の類別が新設されて、CVSの船体分類記号が付与された。また10月には、それ以外のCVとCVBが攻撃型空母に類別変更されて、CVAの船体分類記号が付与された。
しかしその後、ベトナム戦争後の国防予算削減のなかで、対潜戦専従の航空母艦を維持することは困難になっていき、CVA/CVANに艦上哨戒機・哨戒ヘリコプターを搭載して対潜戦を兼務させることになり、CVSの運用は1974年までに終了して、CVA/CVANは汎用化されてCV/CVNと改称した。一方、イギリス海軍のインヴィンシブル級航空母艦もCVSと称されていた。
なお、大戦中よりヘリコプターが発達しており、対潜戦や上陸戦への応用が注目されていた。これは原理的には空母以外の艦船での運用も可能ではあったが、特に初期の機体はかなり大型だったこともあり、できれば空母での運用が望ましかった。このこともあり、1955年には、CVEの一部が船団護衛でヘリコプターを運用するための護衛ヘリコプター空母（CVHE）に類別変更され、また「セティス・ベイ」が水陸両用作戦用の強襲ヘリコプター空母 (CVHA) に改装された。ただしCVHEについては特段の改修が行われたわけではなく、またCVHAについても、後には航空母艦の保有枠を圧迫しないように揚陸艦のカテゴリに移すことになり、ヘリコプター揚陸艦（LPH）という新艦種が創設された。
一方、アメリカ国外でもヘリ空母が登場し始めていたが、その一部は、ヘリコプターだけでなくV/STOL機も搭載するようになった。このように固定翼機の運用能力を獲得したヘリ空母も「軽空母」と称されることもある。

## 航空母艦の特殊装置

### 飛行甲板

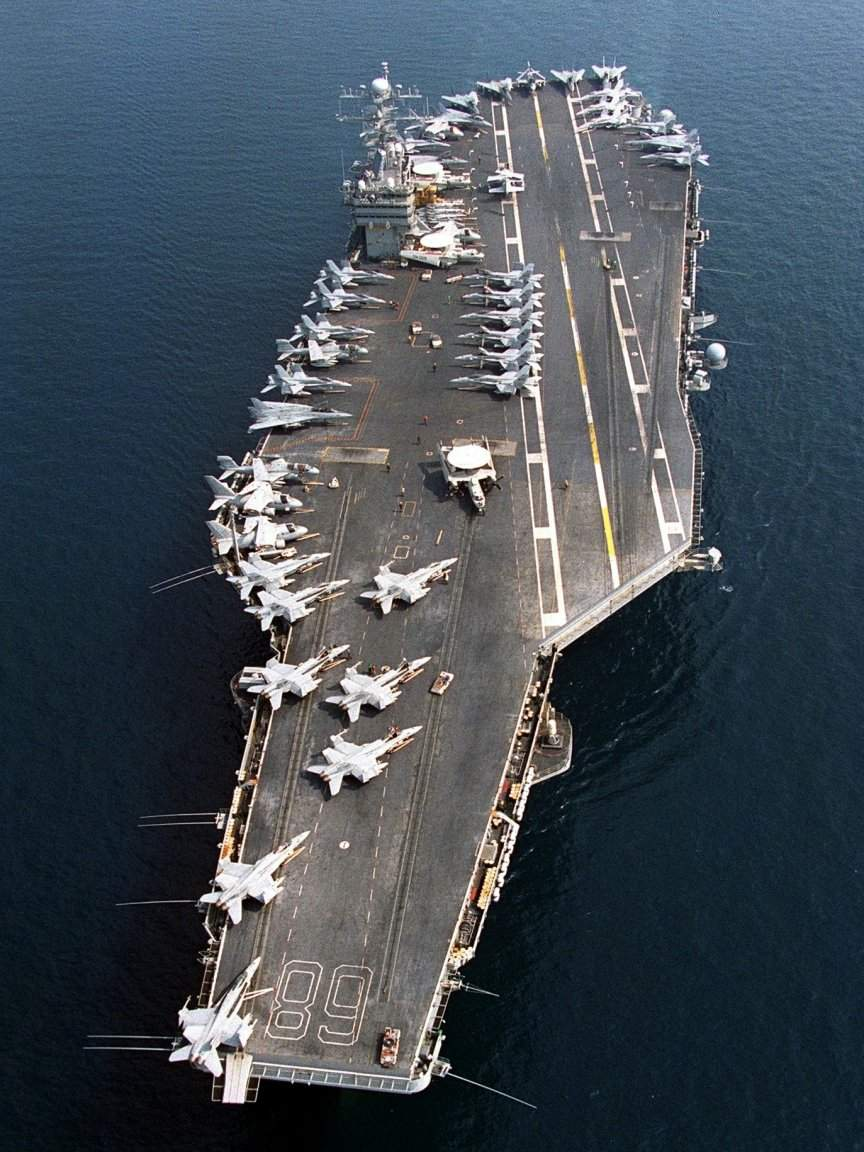
「ニミッツ」の飛行甲板

飛行甲板（flight deck）は、航空機運用のために船の甲板を離着艦用の滑走路としたもので、艦の全長にわたって、できるだけ長く、広く確保される。飛行の障害物となるような突出物は極力排除され、日本の空母の場合、探照灯などは全て電動昇降式（隠顕式）として、そのレセスの上には蓋が設けられた。
またこの方針を追求した結果、最初期には、艦橋構造物を廃止して昇降式の小型指揮所にとどめ、煙突も廃止して艦尾排気とした平甲板型も試みられたが、操艦や飛行甲板の指揮などの観点からは不利が指摘された。このことから、後には、小型艦では平甲板型とする一方、大型艦では、煙突や艦橋をまとめて舷側に寄せた上部構造物（アイランド）を設ける島型が常識となった。また小型艦でも、小さい艦橋構造物を飛行甲板の側方に設けるのが普通となった。
なお、1920年代のイギリス海軍の「フューリアス」（大改装後）と準同型艦（グローリアス級）や、大日本帝国海軍の「赤城」と「加賀」は、両国の従来空母と比較しても大型艦であったことから、複数の飛行甲板を上下に積み重ねる多段式が試みられた。しかしこの方式では、実際には下部飛行甲板での航空機の運用は困難であり、また上部飛行甲板は長さが短くなって小型空母と同程度の性能まで低下してしまうという問題があり、実用性が低かった。アメリカ海軍のレキシントン級空母や、フランス共和国の「ベアルン」は当初から広い一枚甲板を採用しており、後にイギリスや日本も航空機の大型化に伴い一段甲板に統一された。

### 発艦装置

#### カタパルト
航空母艦が実用化された直後は、まだ航空機が軽かったため、艦上機自身が飛行甲板上を滑走して得た力と、母艦が風上に突進することで生じる力とをあわせた合成風力だけでも、十分に発艦することができた。その後、第二次世界大戦期になると、航空機の重量が増して、発艦を補助する手段が求められるようになったため、カタパルトが用いられるようになった。
カタパルトは、1915年にアメリカ海軍の装甲巡洋艦「ノースカロライナ」に搭載されたのを皮切りに、まず水上戦闘艦に搭載された水上機の発進のために用いられていたが、1920年代中盤には航空母艦での採用も試みられるようになっており、イギリス海軍では2代目「アーク・ロイヤル」、アメリカ海軍では「レンジャー」より装備されてその実用性を立証した。一方、大日本帝国海軍でも艦発促進装置として開発を進め、空母の多くに後日装備余地を確保していたものの、装備化には至らなかった。
従来のカタパルトは油圧式が主流だったが、出力向上に限度があり、航空機の大型化に対応できるような強力なものは極めて大掛かりで構造複雑なものとなった。この問題に対して、イギリスでは蒸気式カタパルトを開発して「アーク・ロイヤル」で装備化した。またその技術提供を受けたアメリカ海軍でもフォレスタル級より装備化し、既存の艦でも逐次に換装した。また艦上機のジェット化が進むと、その排気による甲板への影響が無視できなくなったことから、カタパルトやスキージャンプなどのスタートポイント直後には、起倒式のスクリーン（ジェット・ブラスト・ディフレクター）が設置されるようになった。
その後、21世紀に入ると、リニアモーターを用いた電磁式カタパルトが開発され、アメリカ海軍ではジェラルド・R・フォード級から装備化された。これは出力的には従来の蒸気式カタパルトと同程度ながら、機体の特性にあわせて加速度を調整できることから機体への荷重を軽減でき、また小型軽量化および整備性の向上も実現された。
なお、初期のカタパルトでは、シャトルと航空機の接続のためにブライドル・ワイヤーと呼ばれる鋼索を使用していた。これは機体の胴体下面などに設置されたフックと、カタパルトのシャトルとをワイヤーロープでつなぎ、機体を引っ張って射出する方式である。このワイヤーは射出と同時に機体から分離するため、当初は発艦ごとの使い捨てだったが、のちには回収して再利用することになった。そのために、カタパルト延長線上の飛行甲板前縁斜め下方に角のように突き出した構造（ホーン）が設けられ、ブライドル・レトリーバーと呼ばれた。しかし後には、艦上機の主脚にカタパルトのシャトルと直接接続できる機構を備えるようになり、ブライドル・ワイヤーが不要となったため、このような新世代機が増えるにつれて、ブライドル・レトリーバーも撤去されていった。

#### スキージャンプ
1960年代より、イギリスのホーカー・シドレー ハリアーを端緒として、固定翼機としての垂直離着陸機（VTOL機）が登場しはじめた。これらの機体は、その名の通りに垂直に離着陸することはできるが、特に離陸については、垂直方向に行うよりは、（短距離であっても）滑走したほうが燃料・兵装の搭載量を相当に増やしても離陸させられることから、実際の運用では垂直離陸（VTO）ではなく、短距離離陸（STO）と垂直着陸（VL）を組み合わせたSTOVL方式となることが多い。
そして短距離離陸をするさい、スキージャンプ勾配を駆けあがることで、単純に水平に滑走するよりも高い高度まで機体を押し上げることができ、搭載量を増加させられることが注目されるようになった。イギリス海軍では、当時建造していたインヴィンシブル級にスキージャンプ勾配を設置したほか、既存の「ハーミーズ」にも設置した。また他国でも、ハリアーを運用する軽空母を建造する際にはスキージャンプ勾配を設置することが多かったが、スキージャンプ勾配を設置すると、その部分でヘリコプターが発着できなくなって同時発着数が減少するという欠点もあり、海兵隊のヘリボーン拠点としての性格があるアメリカ海軍の強襲揚陸艦では採用されなかった。
またソ連海軍の「アドミラル・クズネツォフ」では、政治的な理由からカタパルトの設置が実現しなかったため、CTOL機をスキージャンプで発艦させて、着艦時には制動装置で停止させるというSTOBAR方式が開発された。ただしこの方式では、発艦のためにCATOBAR方式よりも長い滑走レーンを必要とするため航空機の運用効率が低くなり、最大離陸重量も制約される。

### 着艦装置
甲板上に浮かせた状態で数本張られたアレスティング・ワイヤーを、着艦する機体のアレスティング・フックで引っ掛けて、強力なブレーキ力を発生させる。制動機構としては油圧ブランジャー式が一般的だが、古い空母ではスプリング式を用いた例もあった。なおアメリカ海軍のジェラルド・R・フォード級では、水とタービンを用いた制動機構 (Advanced Arresting Gear) の導入も検討されている。
ワイヤーは着艦帯に対して横方向に張られるのが一般的だが、初期の英国空母では縦方向にワイヤーを張っていた。黎明期には多数のワイヤーが張られていたが、アングルド・デッキ化によって着艦復行を行いやすくなったこともあって減少した。アメリカ海軍の場合、アングルド・デッキ化第一号のフォレスタル級では6索型だったが、後に4索型に変更した。またこの4本のうち、最も艦首側のNo.4ワイヤが使われることはめったになく、保守整備の手間を削減するため、ニミッツ級「ロナルド・レーガン」からは3索型となった。
またワイヤーでの制動に失敗し、着艦復行も困難な場合などの非常時に使う、機体全体を受け止めるバリケード（滑走制止装置）もある。

#### 斜め飛行甲板

飛行甲板

従来、飛行機は艦の中心線に沿って着艦していたが、着艦時に事故を生じた場合、飛行甲板前方にある停止機に衝突する危険があった。特にジェット機の配備が進むと、機の能力向上と比例して、この危険は著しく増大した。イギリス海軍は1948年よりこの問題への研究を開始しており、その解決策として斜め飛行甲板（アングルド・デッキ）が創案された。
これは艦の後部から左舷に向けて着艦帯を斜めに設けるもので、着艦機が艦橋や停止・待機機と衝突する事故は回避でき、最悪の場合でもその1機だけの損失で済むようになった。またエレベーターや駐機スペースは着艦動線から外れた部分に設置されるため飛行甲板作業も容易となる。
まず1952年2月、イギリス海軍のコロッサス級空母「トライアンフ」にアングルド・デッキを模した塗装を施して実験を行ったのち、アメリカ海軍のエセックス級空母「アンティータム」を改装して本格的な運用が開始された。また英米両国では既存の空母の改装も実施した。以後に建造された空母のうち、アレスティング・ギアを使用して着艦を行う空母(CATOBAR方式やSTOBAR方式)は全てこの配置を採用しており、CATOBAR方式の空母に限定すればカタパルトをアングルド・デッキ内にも装備して着艦作業を行わない間ならば同時発艦機を増加させる事が可能。
一方、垂直着艦を行うSTOVL方式の強襲揚陸艦や軽空母等では、特に必要性がないため、基本的にはアングルド・デッキは採用されない。ソ連海軍のキエフ級航空母艦では、VTOL・STOVL方式ながら飛行甲板を斜めに配置したが、これは艦橋の前部にミサイルや艦砲などの兵装を搭載したためで、発着を重視したアングルド・デッキとは意図が異なる。
- 「カール・ヴィンソン」に離着艦するF/A-18E/F
- F-35Bの映像（「ワスプ」への着艦）

#### 着艦誘導装置
第二次大戦当時のアメリカ海軍では、飛行甲板の後方舷側にいる着艦指導指揮官（Landing Signal Officer, LSO）が着色被服や手旗によって着艦機に対し指示を与えていた。これに対し、日本の空母では艦に誘導灯を備えており、パイロット自身がこれを見て機位を保つようにして着艦していた。
その後、艦載機のジェット化に伴って着艦速度が高速化すると、LSOの指示では間に合わず、パイロット自身の判断によって着艦を行う必要が出てきたことから、戦後のイギリス海軍では、ミラー着艦支援装置を開発した。これは誘導灯を元に発展させたようなシステムで、アメリカ海軍では、5個のフレネルレンズを中心としたフレネルレンズ光学着艦装置（FLOLS）を採用している。
また現代の空母では、視界不良時に使用するための計器着陸装置も備えていることが多く、地上の飛行場の着陸誘導管制（ground-controlled approach, GCA）になぞらえて着艦誘導管制 (carrier-controlled approach, CCA) と称される。このような艦の場合、航法用の中距離捜索レーダーのほかに精測進入レーダー (Precision approach radar) を備えている。空母特有のレーダー波を発射することは、相手に空母の存在を知らせてしまうことから、電子戦では不利も指摘されているが、全天候作戦能力の向上の方が優先するとして装備化された。

### 格納・補給

#### 格納庫

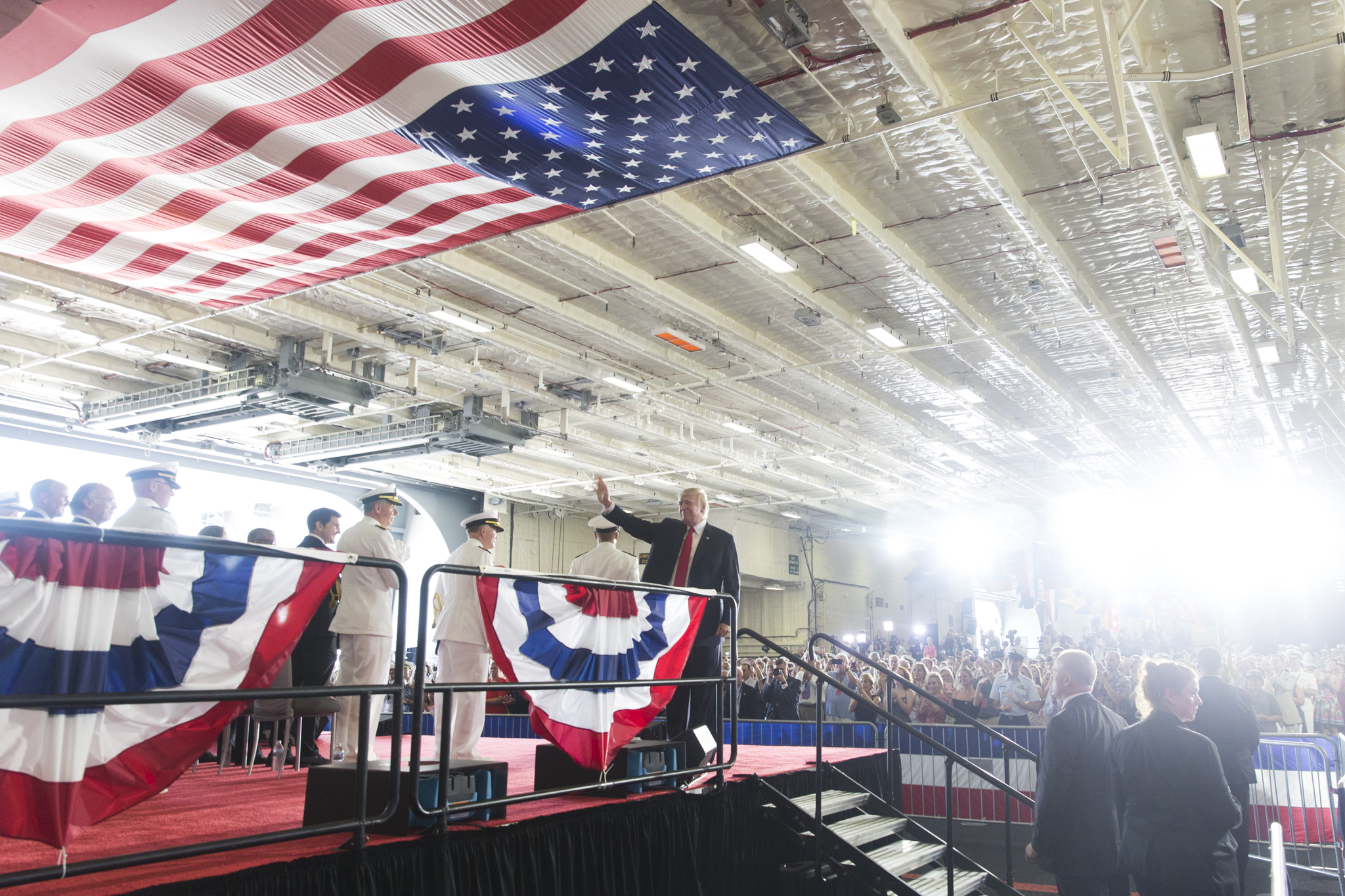
「ジェラルド・R・フォード」の格納庫

飛行機の格納庫（Hangar）としては、日本とイギリスでは閉鎖式の2層式（「赤城」と「加賀」では3層式）が用いられていた。この場合、格納庫の高さは、ギリギリで搭載機の発動機換装ができる程度のものとなる。また船体の強度甲板は飛行甲板または上部格納庫甲板に設定されており、格納庫は外板または上部構造物の囲壁内となる。
これに対し、アメリカでは開放式の1層式が主に用いられ、搭載機は主に露天係止とされていた。この場合、船体の強度甲板は格納甲板に設定されており、上甲板上に格納庫と飛行甲板を設定するかたちとなる。ただしNBC防御の観点もあり、アメリカ海軍でも、フォレスタル級以降では飛行甲板が強度甲板として設定されるようになった。

#### エレベーター

各空母のエレベーター。大型になるほど舷側配置になっていくのがわかる。

下層にある格納庫甲板から最上甲板である飛行甲板に搭載機を上げるためにはエレベーターが用いられる。従来は艦の中心線上に設置され、前部は帰着機の格納庫収納、後部は格納庫からの搬出に主に用いられた。
しかし中心線上へのエレベーター設置は格納庫面積を圧迫してしまう事になり、格納可能な機数が減少するという問題があった。また特に後部エレベーターでは、着艦した機体がエレベーター上を通過する際に衝撃が加わるという問題もあった。このことから、アメリカ海軍はエセックス級で舷側エレベーターを採用し、フォレスタル級以降では全てのエレベーターを舷側配置に統一した。ただし小型の艦では舷側にエレベーターを設けると悪天候時に海水が格納庫に浸入する恐れがあるため、引き続き、中心線上にエレベーターを設けている。

#### 航空燃料タンク
空母では、艦自身の行動用燃料のほかに、航空燃料として航空用ガソリン (Avgas) を搭載する必要があった。しかしガソリンは引火点が低いこともあって、そのタンクの修理・整備には手間がかかり、またダメージコントロール面でも留意事項が多かった。日本の空母の場合、溶接構造のタンクを船体固有構造と別個に作って艦内に搭載し、その外囲は空所として、後には注水したりコンクリートを流し込んだりして防御を強化した。またタンク自体も、ガソリンガス発生を制限するために海水補填式とされ、燃料が使用されて減少すると自動的に海水が補填されて、常に液面を「満」の状態に保つようにされていた。
その後、艦上機としてジェット機が用いられるようになったが、ジェット燃料はガソリンよりも引火点が高く、安全性の観点では優れていた。これに伴ってレシプロエンジン搭載機の運用が終了すると航空用ガソリンを搭載する必要がなくなり、空母で最大の弱点といわれるガソリンタンクも廃止された。

## 運用法
空母は第二次世界大戦で艦隊の主力艦としての地位を確立し、機動部隊等の中枢として活躍した。大戦後の核兵器、ミサイル、原子力潜水艦等の出現で空母の脆弱性、存在価値が議論されたが、海上作戦の実施には依然として各種航空兵力が必須であり、海洋のどこにでも進出できる機動性、通常戦や核戦争から平時におけるプレゼンスに至る様々な場面に対処できる柔軟性と、空母の防御力強化などによって海軍力の中心的存在の地位を保持している。
空母の攻撃力の大半は空母そのものの性能ではなく、搭載する航空戦力の規模や力量に左右される。攻撃の目的は主に、自国軍の陸上兵力の支援と攻撃してきた勢力の軍事施設などに爆撃する報復攻撃がある。高度な電子頭脳を持ち、自動航行装置で長距離を飛行し、正確に目標に命中する小型高速ジェット機の「トマホーク 巡航ミサイル」の出現によって、空母とその艦載機の戦術は、最初に巡航ミサイルで敵防空施設、対空装備を破壊し、対空脅威のなくなった後、艦載機が命中精度の優れた大威力の高性能爆弾を投下し、敵の重要施設や拠点を破壊する方法に変わった。これは偵察衛星、無人航空機による偵察活動と連携して行われる。
アメリカが運用する空母打撃群の最大の役目は、制海権の獲得と保持にあり、その任務は、経済航路・軍事航路の防護、海兵水陸両用部隊の防護（進出から作戦地域内まで）、国家的関心地域におけるプレゼンスの構築の3点に集約される。空母打撃群内での大型空母の任務は、示威行動、空中・海上・陸地に対する広域の攻撃力にある。

## 歴史

### 第二次世界大戦以前

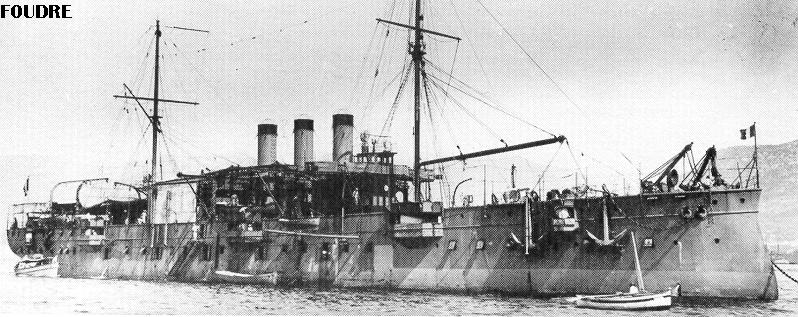
水上機母艦となった「ラ・フードル」

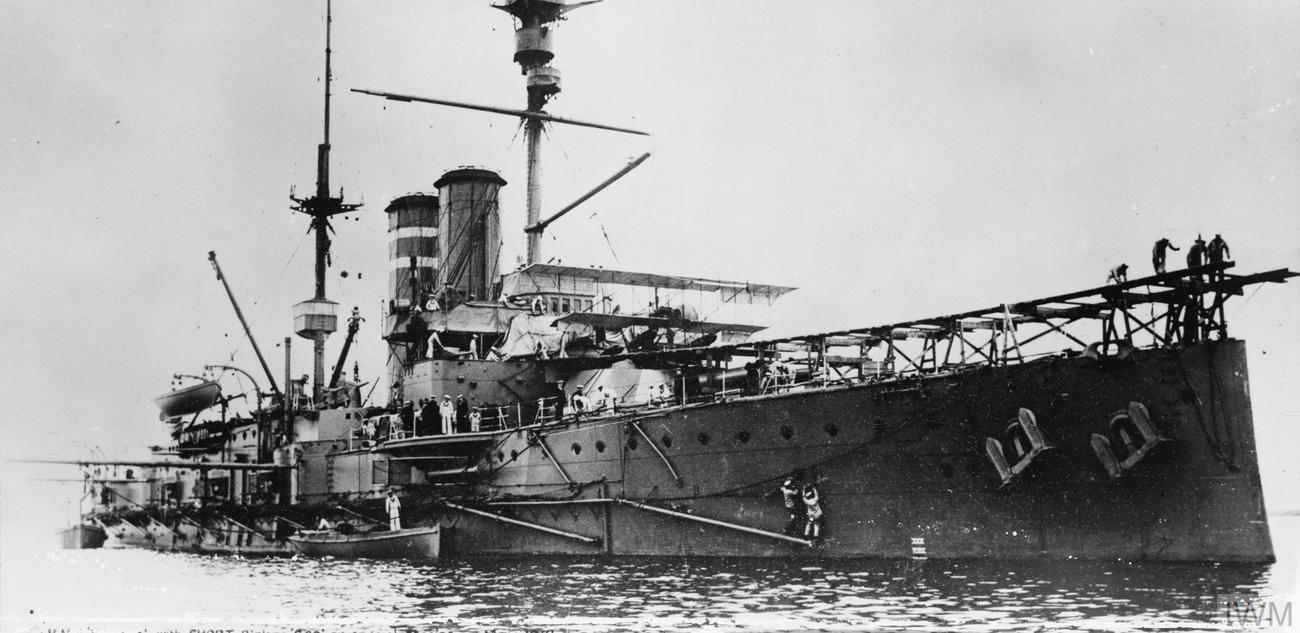
1912年5月、戦艦「ハイバーニア」の滑走台と、発艦を待つショート機。

洋上航空兵器を運用する艦船は、気球母艦が始まりである。1849年7月12日、オーストリア海軍は気球母艦から熱気球を発艦させ、爆弾の投下を試みたが、失敗した。南北戦争ではガス気球が使用され、ガス発生装置を備えた艦が建造された。
1910年11月14日、アメリカ合衆国のパイロットユージン・バートン・イーリーがカーチス モデルDに乗り、軽巡洋艦「バーミンガム」に仮設した滑走台から陸上機の離艦に成功した。翌1911年1月18日には装甲巡洋艦「ペンシルベニア」の後部に着艦用甲板を仮設し、離着艦に成功した。これが世界で最初の「着艦」である。
1912年、フランス海軍が機雷敷設艦の「ラ・フードル」を改装し、水上機8機の収容設備と滑走台を設置し、世界初の水上機母艦を就役させた。

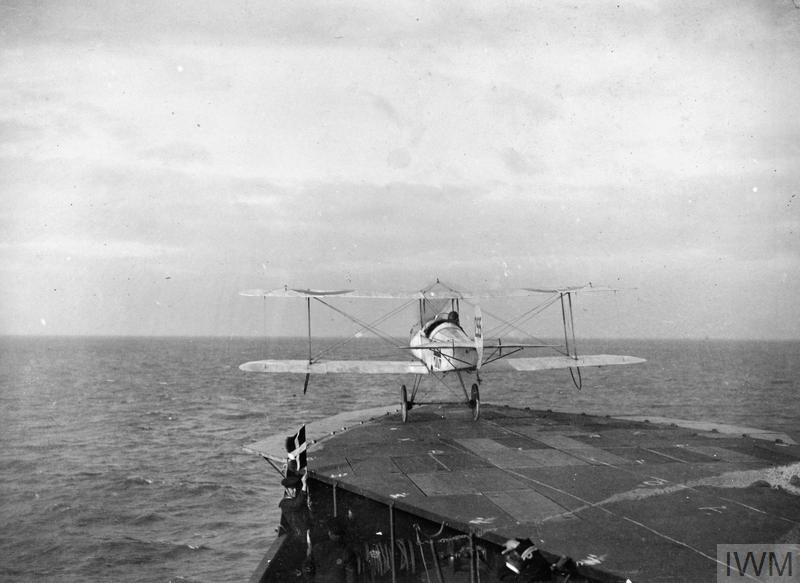
1915年11月3日、ヴィンデックスの飛行甲板と、発進に成功する陸上機。

第一次世界大戦前後、「航空母艦」とは水上機母艦のことであり、飛行甲板をもった艦艇もまとめて「飛行機母艦」と称した。水上機はフロートという飛行中には役に立たない重量物がある分、陸上機より性能が劣っていた。そのため、列強海軍で陸上機を運用できる母艦の研究が進められ、日本海軍のように「山城」の主砲の上に滑走路を設けて飛行機を発進させる方法や、イギリス海軍やアメリカ海軍のように滑走台を設ける方法で実験が行われたが、これらは発艦させることはできても着艦させることはできなかった。
1912年1月10日、イギリス海軍は戦艦「アフリカ」に滑走台を装備し、チャールズ・サムソン大尉がショート27での発艦に成功した。同年5月、戦艦「ハイバーニア」に滑走台を増設し、再びサムソン大尉が発艦に成功した。つづいて7月、戦艦「ロンドン」からの発進に成功した。
1913年4月、イギリス海軍はハイフライヤー級防護巡洋艦の「ハーミーズ」の主砲を撤去して水上機母艦に改造し、航空機の運用研究をおこなった。「ハーミーズ」などの経験を踏まえ、イギリス海軍は水上機母艦「アーク・ロイヤル」を建造した。この「アーク・ロイヤル」は設計時から水上機母艦として計画されており、イギリス海軍において最初の「航空母艦」ともいえる。
1914年7月、第一次世界大戦が勃発。イギリス海軍は「アーク・ロイヤル」を含めて多数の水上機母艦を擁しており、実戦投入した。日本海軍では、1914年8月に運送船の若宮丸を改装して特設水上機母艦とした。9月、若宮丸は青島攻略戦に参加。ファルマン水上機を搭載し、偵察行動を行う。
イギリス海軍においては、水上機母艦「ヴィンデックス」に飛行甲板を設置し、1915年11月3日に陸上機（ブリストル スカウト）が発艦に成功した。1916年5月下旬のユトランド沖海戦では、水上機母艦「エンガディン」からショート 184（水上機）が発進し、ドイツ帝国海軍の大洋艦隊を偵察した。

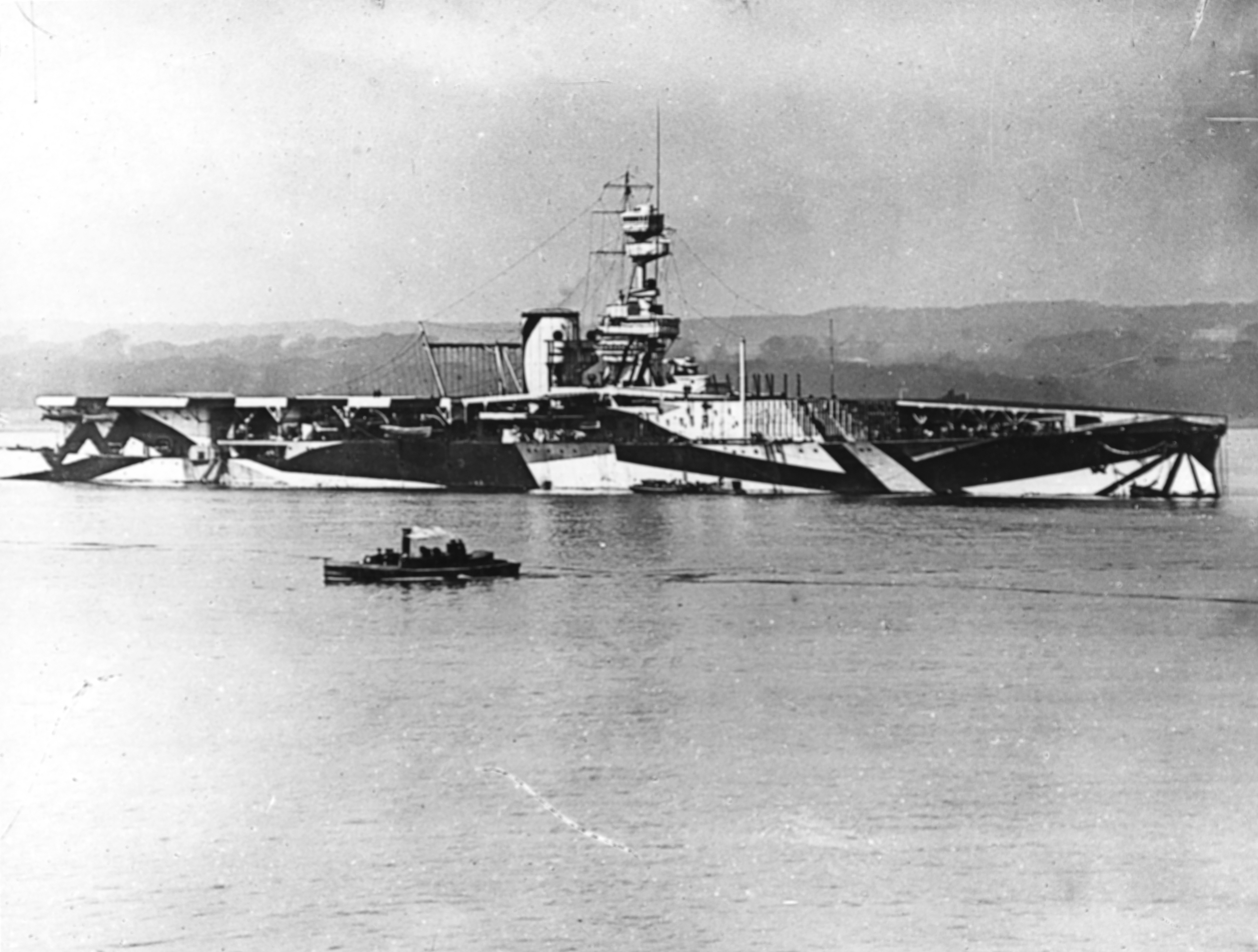
「フューリアス」（1918年時）

第一次世界大戦開戦後、イギリス海軍は失敗作との評判があったカレイジャス級巡洋戦艦の運用を見直し、3番艦「フューリアス」の前部主砲（18インチ単装砲）を撤去し、飛行甲板を設置した。発艦は可能だったが着艦は事実上不可能で、のちに後部主砲も撤去して飛行甲板を増設した。艦中央部に艦橋と煙突がそびえており着艦は困難を極めたが、それでも第一次世界大戦で実戦投入され、フューリアスから発進した航空機がドイツ帝国軍の飛行船基地を爆撃した。
イギリス海軍は「フューリアス」や巡洋艦改造空母「ヴィンディクティブ」の運用を経て、1918年9月、世界初の全通飛行甲板を採用した「アーガス」を完成させた。この「アーガス」が、世界最初の実用的航空母艦である。ただし第一次世界大戦終結の直前に就役したので、実戦には参加しなかった。アメリカ海軍はイギリスの協力を得て給炭艦を空母に改装し、1922年3月に空母「ラングレー」を完成させた。
戦後の1920年代初頭、日米英海軍は航空母艦と艦載機を開発した。イギリス海軍は、自国で建造中だったチリの未完成戦艦を接収して航空母艦に改造し、空母「イーグル」を完成させた。このイーグルは全通飛行甲板をもち、艦中央部右舷側にアイランド式（島型）の艦橋と煙突をそなえ、現在に続く空母の形状を確立した。
1918年（大正7年）1月15日、「最初から航空母艦として設計された艦艇として世界で最初に起工した空母」として「ハーミーズ」の建造がはじまる。日本海軍はイギリス留学中の藤本喜久雄などを通じて「ハーミーズ」の設計図を入手した。1920年（大正9年）12月16日、日本は「鳳翔」の建造を開始した。「鳳翔」はイギリスとアメリカから部品や艤装を輸入しつつ建造を開始、1921年（大正10年）11月13日に進水、1922年（大正11年）12月27日に完成した。鳳翔は「最初から航空母艦として設計された艦艇において、世界で最初に竣工した空母」になった。
1921年、ワシントン軍縮会議において、「水上艦船であって専ら航空機を搭載する目的を以って計画され、航空機はその艦上から出発し、又その艦上に降着し得るように整備され、基本排水量が1万トンを超えるものを航空母艦という」とされ、そこで締結されたワシントン海軍条約では、戦艦の保有比率が米英に対し日本はその6割と規定されたのと同じく、空母も米英が排水量13万5,000トンで日本は8万1,000トンと6割に当たる量であった。フランスとイタリア王国に到っては6万トンで、英米の半分以下であった。また、各国とも建造中止戦艦もしくは巡洋戦艦を二隻まで空母に改造することが認められた。ワシントン海軍軍縮条約を受けた各国の空母建造状況は、以下の通り。またイタリアは空母保有枠を獲得したが、財政事情によりフランチェスコ・カラッチョロ級戦艦の空母改造を中止した。
- 日本 - 「赤城」、「加賀」 - 最初は天城型巡洋戦艦2隻の予定であったが「天城」は関東大震災で破損したため、廃艦予定の加賀型戦艦「加賀」を空母に改装した[55]。
- アメリカ合衆国 - 「レキシントン」、「サラトガ」
- イギリス - 「フューリアス」、「カレイジャス」、「グローリアス」
- フランス - 「ベアルン」

海軍軍縮条約で135,000トンの空母保有枠を有したイギリス海軍は、グローリアス級航空母艦と「イーグル」で大部分の枠を使い切った。残り2万トンで1934年に空母「アーク・ロイヤル」の建造が承認され、1935年に建造がはじまった。「アーク・ロイヤル」は優秀な空母だったが防御力に不安があり、同艦の防御力を向上させたイラストリアス級航空母艦の建造が1937年よりはじまった。
1930年、ロンドン海軍条約が締結され、基本排水量1万トン未満も空母に含まれることになった。ワシントン海軍条約では基準排水量1万トン未満は空母の保有排水量の合計に含まれないとされたため、日本は基準排水量8,000トンの水平甲板型の小型空母「龍驤」を建造しようとしたが、ロンドン海軍条約で1万トン未満も空母にカウントされるようになると、設計変更をして飛行機の搭載可能数をできるだけ増加させた。また②計画の「蒼龍」、「飛龍」も当初は巡洋艦としての砲撃能力を持たせようとしていたが、この条約の影響で、島型艦橋を持つ空母として建造されることになった。さらに千鳥型水雷艇が転覆した友鶴事件や暴風雨による船体破損が起こった第四艦隊事件の影響で、武装による復元力低下、船体強度不足など基本性能の見直しがあり、「蒼龍」は基準排水量が増加して約16,000トンとなった。「飛龍」は建造中にロンドン海軍条約の失効が確実となり（1936年に日本脱退）、「蒼龍」より無理のない設計となった。
同時期のアメリカは排水量制限に余裕があり、新型空母5隻を建造しようとしたが満足できる性能にならず空母「レンジャー」1隻で終わった。2万トン級に大型化したヨークタウン級航空母艦2隻（ヨークタウン、エンタープライズ）で排水量制限枠を大幅に消費し、残り枠14,500トンで防御力を妥協した空母「ワスプ」を建造した。
1935年3月16日、ナチス・ドイツはヴェルサイユ条約の軍事条項を破棄して再軍備宣言をおこない、イギリスは6月18日に英独海軍協定を締結して容認した。ドイツ海軍は38,500トンの空母保有枠を認められた。そこでグラーフ・ツェッペリン級航空母艦2隻の建造を始めたが、1隻（グラーフ・ツェッペリン）が進水したのみで竣工には到らなかった。
英独海軍協定締結時、フランス海軍が保有する空母は「ベアルン」1隻だけで、グラーフ・ツェッペリン級空母は重大な脅威と受け止められた。1938年からジョッフル級航空母艦の建造を開始したが、進水する前に1939年9月の第二次世界大戦開戦を迎えた。
ヨーロッパで建艦競争が再燃する中、日本海軍はワシントン・ロンドンの両海軍条約から脱退して、自由な設計が可能になった。日本海軍は③計画において大和型戦艦2隻と翔鶴型航空母艦2隻の建造に入った。翔鶴型は1942年初頭に完成の予定だったが、アメリカとの情勢が緊迫し、工期を半年以上短縮した。アメリカでは、とりあえずヨークタウン級空母を若干改良した「ホーネット」を建造した。続いて基準排水量2万7,100トン、格納庫甲板65ミリ・機関室上部38ミリ、両舷102ミリの装甲、サイドエレベーター装備のエセックス級空母の建造に着手し、1942年末に竣工する。
第二次世界大戦前、空母とその艦載機に期待されたのは、主戦力と見なされていた戦艦の補助戦力として、艦隊防空や戦艦同士の決戦の間に巡洋艦などと協同し機を見て雷爆撃を加えることだった。

### 第二次世界大戦

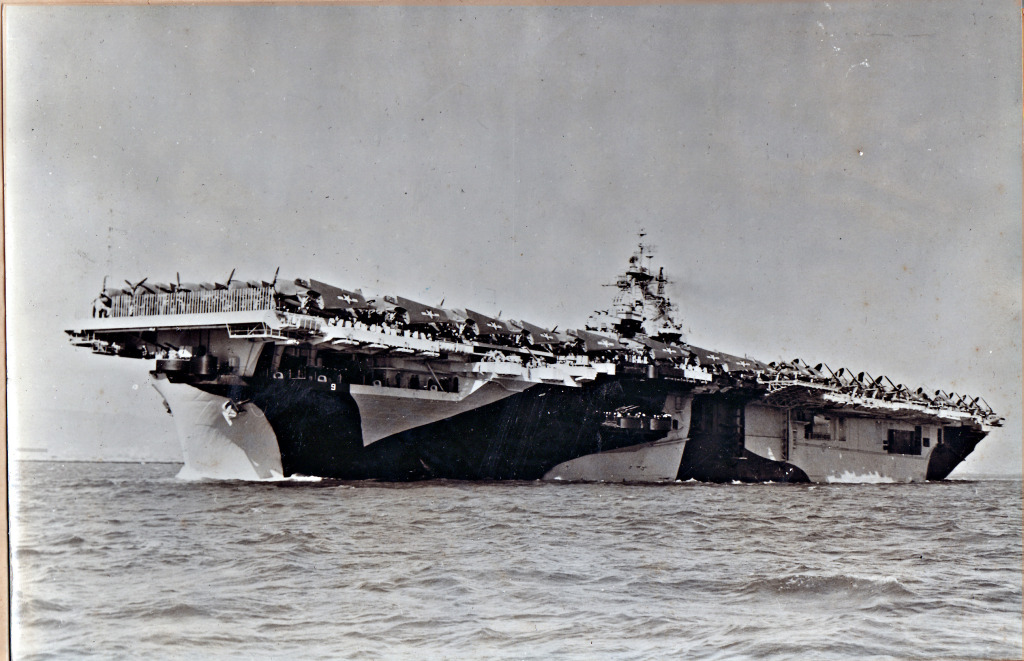
とてつもない建造数に達したエセックス級

1939年9月、第二次世界大戦が開戦。1940年7月上旬、メルセルケビール海戦でイギリス海軍のH部隊に所属する空母「アーク・ロイヤル」のソードフィッシュ艦上攻撃機がオラン港に停泊中のフランス海軍の戦艦「ダンケルク」を雷撃し、大破着底に追い込んだ（レバー作戦）。7月8日、ダカールに停泊中のフランス戦艦「リシュリュー」を、イギリス海軍の空母「ハーミーズ」から発進したソードフィッシュが雷撃し、スクリューに損害を与えて行動不能とした。同年11月、タラント空襲においてイギリス地中海艦隊に所属していた空母「イラストリアス」の雷撃機がイタリアの戦艦3隻を大破着底させた。
1941年4月、日本は複数の航空戦隊をまとめて第一航空艦隊を編制し、さらに、真珠湾攻撃のため、軍隊区分で他艦隊の補助戦力をこれに加え、史上初の用兵思想である「機動部隊」を編成した。12月、太平洋戦争の開戦時、日本が真珠湾攻撃でアメリカ艦隊の戦艦の撃沈に成功すると、空母航空戦力の地位は一気に上がった。太平洋艦隊に所属する戦艦多数を行動不能にされたアメリカは、戦艦部隊の防空兵力として行動していた空母を空母部隊にして空母「ホーネット」の日本初空襲（陸軍航空隊のB-25爆撃機を搭載）を始めとした「ヒットアンドラン作戦」で日本の拠点に空襲を開始した。その後、珊瑚海海戦、ミッドウェー海戦で日本の機動部隊と交戦し、日本の進攻を阻止した。
日本は戦前のワシントン海軍条約によって空母保有量を制限されていたとき、有事の際に短期間で空母に改造できるように設計された潜水母艦やタンカーを建造していた。それらは太平洋戦争が始まる前後から空母に改造され、潜水母艦「大鯨」は「龍鳳」として、給油艦の「剣埼」と「高崎」は「祥鳳」と「瑞鳳」として就役した。また、水上機母艦の「千歳」「千代田」も有事の際に空母に改造できるように造られていた（千歳、千代田はミッドウェー海戦後に改造が決定する）。
アメリカでは空母化を目的に特務艦艇を設計することはなかったが、太平洋戦争の開戦後、空母兵力の増強が必要になると、基準排水量一万トン以下のクリーブランド級軽巡洋艦の船体を利用して、インディペンデンス級航空母艦9隻を建造している。
1942年4月、セイロン沖海戦で日本がトリンコマリー攻撃中に、イギリス東洋艦隊の空母「ハーミーズ」を撃沈する。5月上旬の珊瑚海海戦で、日本は軽空母「祥鳳」を撃沈され、アメリカは正規空母「レキシントン」及び給油艦1隻と駆逐艦1隻を撃沈された。史上初の機動部隊同士の海戦と言われる。この海戦によって日本の作戦は初めて中止された。6月、ミッドウェー海戦で、日本は空母4隻と重巡1隻を喪失し、アメリカは空母「ヨークタウン」と駆逐艦1隻を失った。1942年7月、日本はミッドウェー海戦で壊滅した第一航空艦隊の後継として第三艦隊を編制する。8月には第二次ソロモン海戦が生起、日本は軽空母「龍驤」を失い、アメリカは空母「エンタープライズ」が大破した。さらにアメリカは日本潜水艦の攻撃で空母「ワスプ」を失い、「サラトガ」が大破。稼働空母が「ホーネット」1隻に減少し、第二次ソロモン海戦で大破した「エンタープライズ」を急遽修理して10月下旬の南太平洋海戦に臨んだ。日本側は空母「翔鶴」と軽空母「瑞鳳」が損傷したが、アメリカは「ホーネット」を失い、「エンタープライズ」が中破、米海軍史上最悪の海軍記念日と言わしめた。この敗戦によってアメリカ太平洋艦隊の稼働正規空母はゼロになったが、日本側も戦力を消耗しており、ガ島周辺の基地航空兵力の劣勢（およそ4:1）もあって戦況を覆すまでには至らなかった。11月中旬の第三次ソロモン海戦では応急修理をおえた「エンタープライズ」が航空支援をおこなって戦艦「比叡」などを撃沈して勝利に貢献し、まもなく「サラトガ」が復帰した。さらに「エンタープライズ」が本格的修理をおこなう間、アメリカはイギリス海軍の空母「ヴィクトリアス」を太平洋に派遣してもらって空母戦力を確保した。

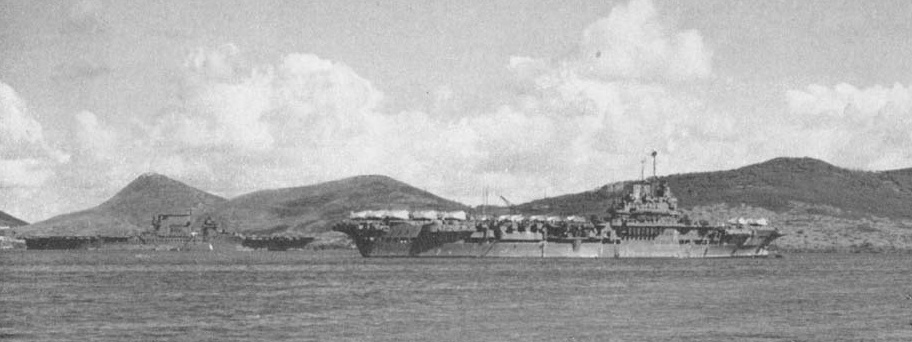
1943年、太平洋戦線のヴィクトリアスとサラトガ。

1943年中盤まで両者共に戦力の回復に努めた為に艦隊決戦は行われなかったが、工業力の格差によって戦力差は拡大し、日本の新造空母1隻（改装空母2除く）に対して13隻(空母5、軽空母8、護衛空母除く)に達し、航空兵力は日本の439機に対して896機と倍以上にまで開いた。
1944年3月1日、第二艦隊（巡洋艦を中心とした夜襲部隊）と編合して第一機動艦隊が編制された。航空主兵思想に切り替わったという見方もあるが、実態は2つの艦隊を編合したに過ぎないという見方もある。ただ第一機動艦隊長官と第三艦隊司令長官は小沢治三郎中将が兼任するため、前衛部隊（第二艦隊司令長官栗田健男中将）を自由に指揮できた。軍隊区分によらず、指揮下の部隊から充当できるようになった。アメリカで本格的な空母機動部隊が編成されたのは1943年の秋に始まる反攻作戦が開始された時期からだった。アメリカ海軍は兵力を艦型別に編成するタイプ編成と臨時に作戦任務部隊を編成するタスク編成を導入し、1943年8月、空母を中心とした艦隊であるタスクフォース38が編成される。
1944年6月、史上最大の空母戦闘であるマリアナ沖海戦で、日本はアウトレンジ戦法を実施し、アメリカは日本の攻撃隊を迎撃。日本は空母三隻を撃沈され、艦載機のほとんどを失った。「マリアナの七面鳥撃ち」と揶揄されたこの敗北は、アメリカ海軍がレーダー、無線電話など電子技術を活用した艦艇戦闘中枢CIC活動で、攻撃防御両面で艦載機が空母CICの管制を受けながら戦闘可能だったことも要因であった。11月、レイテ沖海戦では、日本は機動部隊の空母4隻全てを失う。11月15日、日本は第一機動艦隊及び第三艦隊を解体した。1945年9月2日、日本が降伏し、第二次世界大戦は終結。
1939年（昭和14年）9月の第二次世界大戦勃発後に日本海軍が建造を開始した正規空母は、大鳳型1隻、雲龍型6隻となる。本来は⑤計画でG14型航空母艦を建造予定だったが、改⑤計画で戦時急造型（雲龍型）を優先したので、改大鳳型航空母艦と共に未起工で終わった。改造艦艇としては、1940年（昭和15年）12月27日に剣埼型潜水母艦を改造した軽空母「瑞鳳」が就役した。1941年（昭和16年）9月5日、新田丸級貨客船を改造した特設航空母艦「春日丸」が完成した。同年12月8日の太平洋戦争開戦後に完成したのは、改造・新造ふくめて雲龍型3隻、瑞鳳型2隻（祥鳳、龍鳳）、千歳型2隻、隼鷹型2隻、「信濃」、「八幡丸（雲鷹）」、「冲鷹」、「海鷹」、「神鷹」であった。
この大戦では商船を改造した空母が使用された。アメリカは輸送船団をドイツ軍のUボートから守るために、貨物船やタンカーの船体を流用した護衛空母が建造された。商船を改造したものは55隻、商船とほぼ同じ設計の船体を使用したものが69隻であった。滑走路が短いため、カタパルトを装備搭載し、本来の船団護衛、対潜攻撃だけではなく、太平洋方面の上陸作戦にも使用された。日本での商船を改造した空母は「鷹」の文字が艦名に使われた7隻や、タンカー改造「しまね丸」があったが建造数も少なく、速力不足を補うカタパルトも開発できなかったので運用する飛行機を制限された。他に日本陸軍の空母的な船舶として「あきつ丸」「熊野丸」「山汐丸」が建造された。

#### 空母戦の一覧
- セイロン沖海戦 - 日本とイギリスの空母が同じ海域で対艦攻撃を行なったが、直接対決は生じなかった。イギリスの空母1隻が沈没。
- 珊瑚海海戦 - 史上初の空母戦。日本3隻対アメリカ2隻で、双方1隻ずつを失う。
- ミッドウェー海戦 - 日本は4隻が全滅、アメリカは3隻中1隻の喪失で、太平洋戦争の転換点と言われる。
- 第二次ソロモン海戦 - 日米3隻ずつが対決し、日本が1隻を喪失。
- 南太平洋海戦 - 日本4隻対アメリカ2隻が対戦、アメリカが1隻を喪失。
- マリアナ沖海戦 - 日本9隻対アメリカ15隻で史上最大の空母戦。日本は3隻を失い、完敗に終わる。
- エンガノ岬沖海戦 - アメリカ17隻に対し、日本は艦載機数の不足から4隻が囮として出撃、全滅。

なお、戦後は1982年のフォークランド紛争でイギリスとアルゼンチンの空母が出動したが、後わずかで対決には至らず、空母戦の実戦例は太平洋戦争での日米間のものだけに留まっている。

### 冷戦期

#### アメリカ海軍
大戦後の航空戦力における二大潮流がジェット機の普及と核兵器の導入で、これは艦上機も例外ではなかった。アメリカ海軍では、核戦略の一翼を担いうるように大型の艦上攻撃機を運用可能な大型空母「ユナイテッド・ステーツ」の建造に着手したものの、戦略爆撃機の優位性と大型空母の非効率性を主張する空軍の意向を受けて、まもなく建造中止となった。
しかし1950年に朝鮮戦争が勃発すると、西太平洋に展開していたエセックス級「ヴァリー・フォージ」が急行したのを筆頭に、エセックス級の後期建造艦が交代で戦線に投入されて対地攻撃に活躍し、突発的な紛争の発生に対する即応性と機動力、持続的な作戦能力や優れた対地火力投射能力を実証した。またアメリカ議会でも、「ユナイテッド・ステーツ」の建造中止を巡る「提督たちの反乱」に関連して開かれた公聴会を通じて、艦上機は陸上機に取って代わられるというよりは相補的な存在意義があることが認められており、大型空母の復活を後押しする機運が高まっていた。このことから、1952年度計画からフォレスタル級の建造が開始され、改良型のキティホーク級とあわせて、1963年度までに計8隻が建造された。
また1950年の時点で、アメリカ海軍作戦部長フォレスト・シャーマン大将により、空母を含めた水上艦の原子力推進化の可能性検討が指示されていた。しかし、この時点では非常に高コストであったことから原子力委員会が賛成せず、1958年度計画でやっと初の原子力空母として「エンタープライズ」の建造が実現した。同艦の建造費が予想以上に高騰していたことから、2隻目以降の建造はなかなか実現しなかったが、原子力推進技術の成熟もあって、1967年度よりニミッツ級の建造が開始された。その後、1970年代には、STOVL運用を想定した小型空母である制海艦（SCS）や、ミッドウェイ級と同規模の中型空母 (CVV) も計画されたものの、ニミッツ級は「空母という艦種は同級で完成した」と称されるほど高く評価されており、結局は同級の建造が継続された。

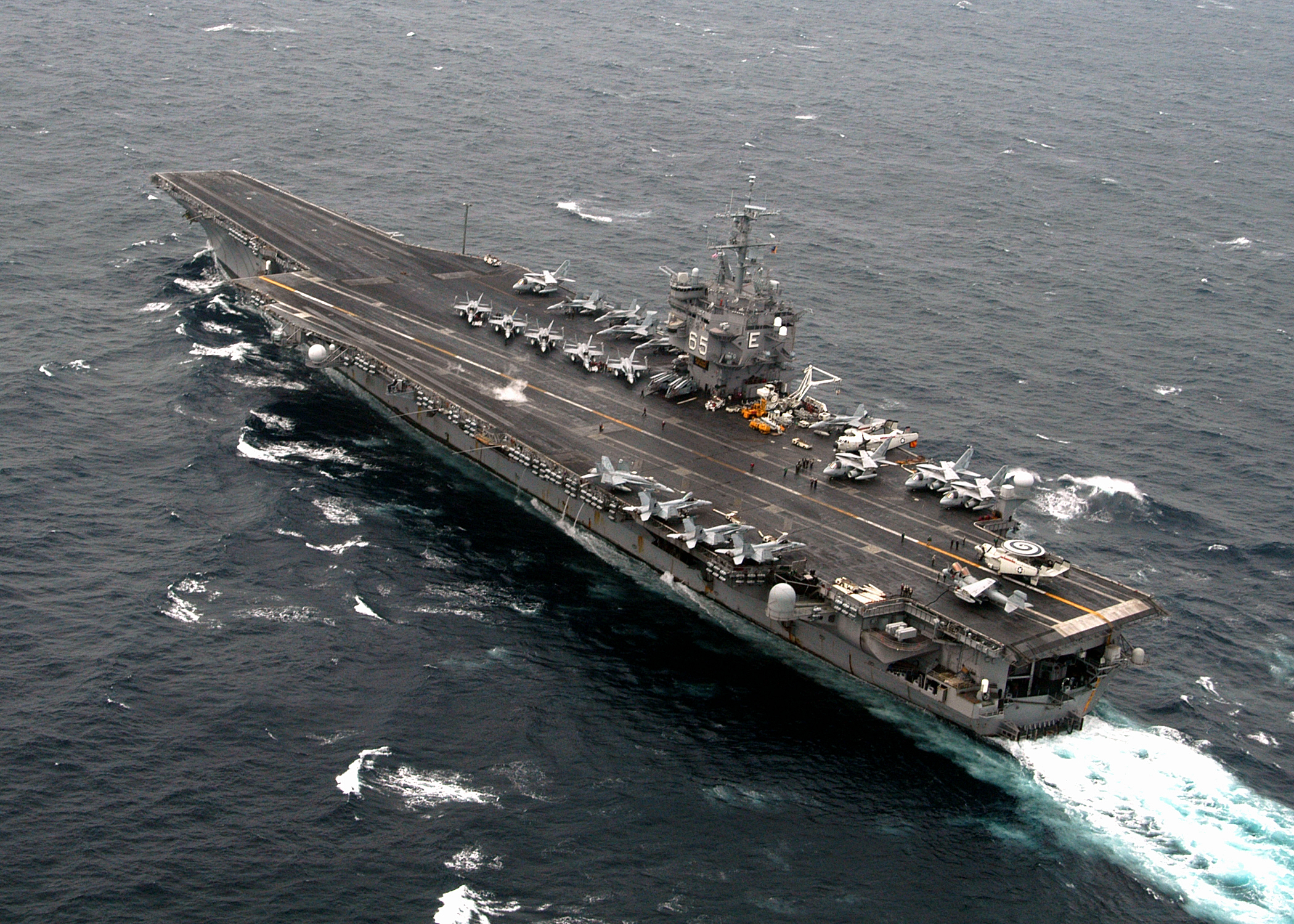
「エンタープライズ」。世界初の原子力空母である。
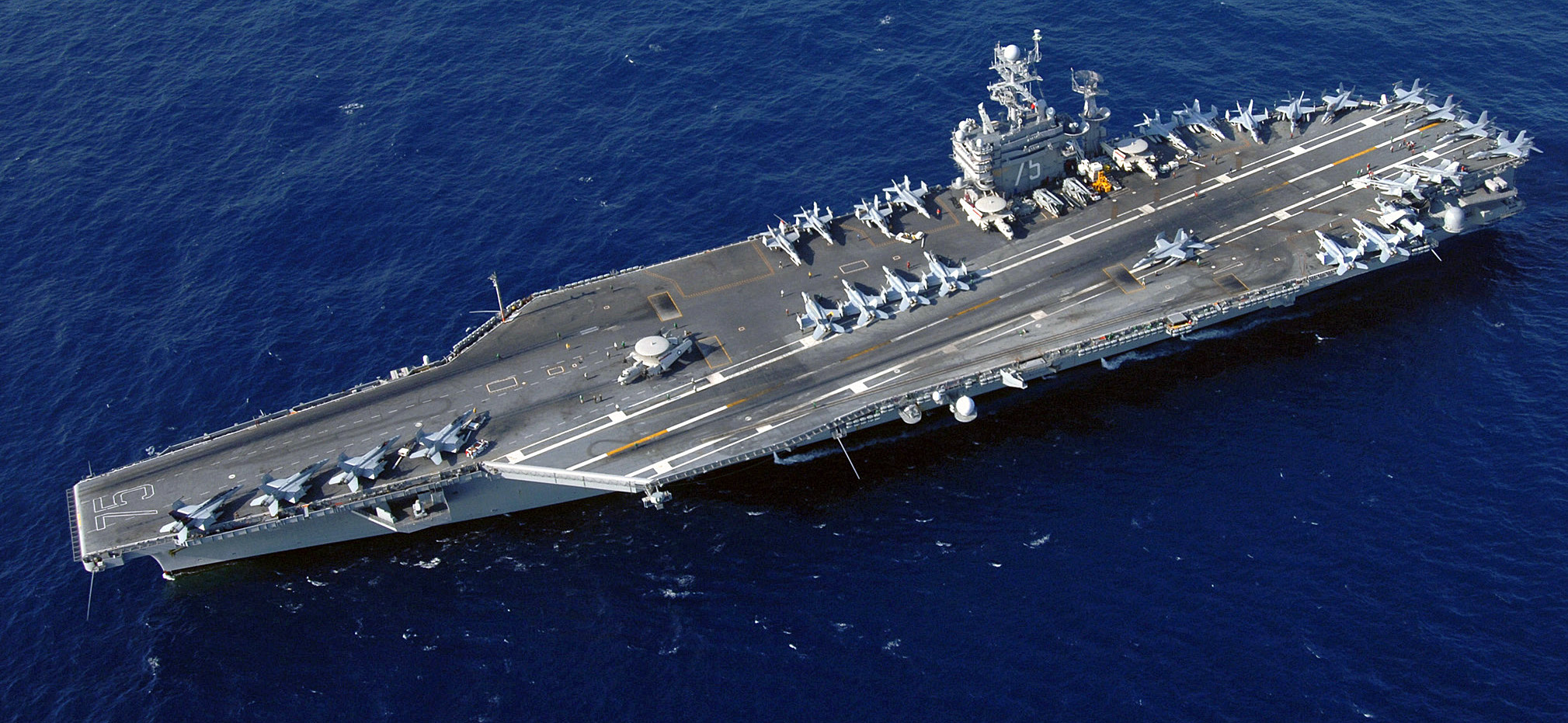
ニミッツ級。世界初の量産型原子力空母である。

#### アメリカ国外
イギリス海軍では、1960年代中盤より空母「アーク・ロイヤル」および「ヴィクトリアス」の後継艦としてCVA-01級の計画を進めていたが、予算上の理由から1966年度国防白書でキャンセルされた。これを受けて、空母を補完するヘリ空母として計画されていた護衛巡洋艦の機能充実が図られることになり、最終的に、垂直離着陸機であるシーハリアー艦上戦闘機の運用に対応したインヴィンシブル級（CVS）として結実して、1980年より就役を開始した。同級とハリアー・シーハリアーは1982年のフォークランド紛争でその価値を証明したこともあり、イタリア・スペイン・インドでもSTOVL運用を行う空母・軽空母が配備された。
フランス海軍は、アメリカやイギリスから入手した軽空母や護衛空母で艦隊航空戦力の整備に着手し、1950年代のインドシナ戦争で実戦投入した。そしてその後継として、50年代中盤に3万トン級の中型空母2隻を計画し、クレマンソー級として1960年代初期より就役させた。
なお大戦期にイギリスが建造したコロッサス級とマジェスティック級の多くは、大戦後に外国に売却されていき、カナダ・オーストラリア・インドなどのイギリス連邦諸国やオランダ・ブラジル・アルゼンチンにおいて順次に再就役した。これらの艦は、蒸気カタパルトとアングルド・デッキの装備などの改装・改設計により最低限のジェット艦上機運用能力を持っていたものの、1950年代に作られた艦上機が旧式化すると後継機が乏しく、1970年代にはほとんど実用的価値を失った。
ソ連海軍では、政治的な理由から空母の保有がなかなか実現せず、まずは水上戦闘艦に艦載ヘリコプターを搭載して運用していたが、その経験から、各艦に分散配備するよりは複数機を集中配備したほうが効率的であると判断され、ヘリ空母の保有が志向されることになった。まずヘリコプター巡洋艦として1123型対潜巡洋艦（モスクワ級）が建造され、1967年より就役したのち、1975年からは、Yak-38艦上攻撃機の運用に対応して全通飛行甲板を備えた1143型航空巡洋艦（キエフ級）が就役を開始した。そしてその経験を踏まえて、1990年には、STOBAR方式によってCTOL機の運用に対応した「アドミラル・クズネツォフ」が就役した。

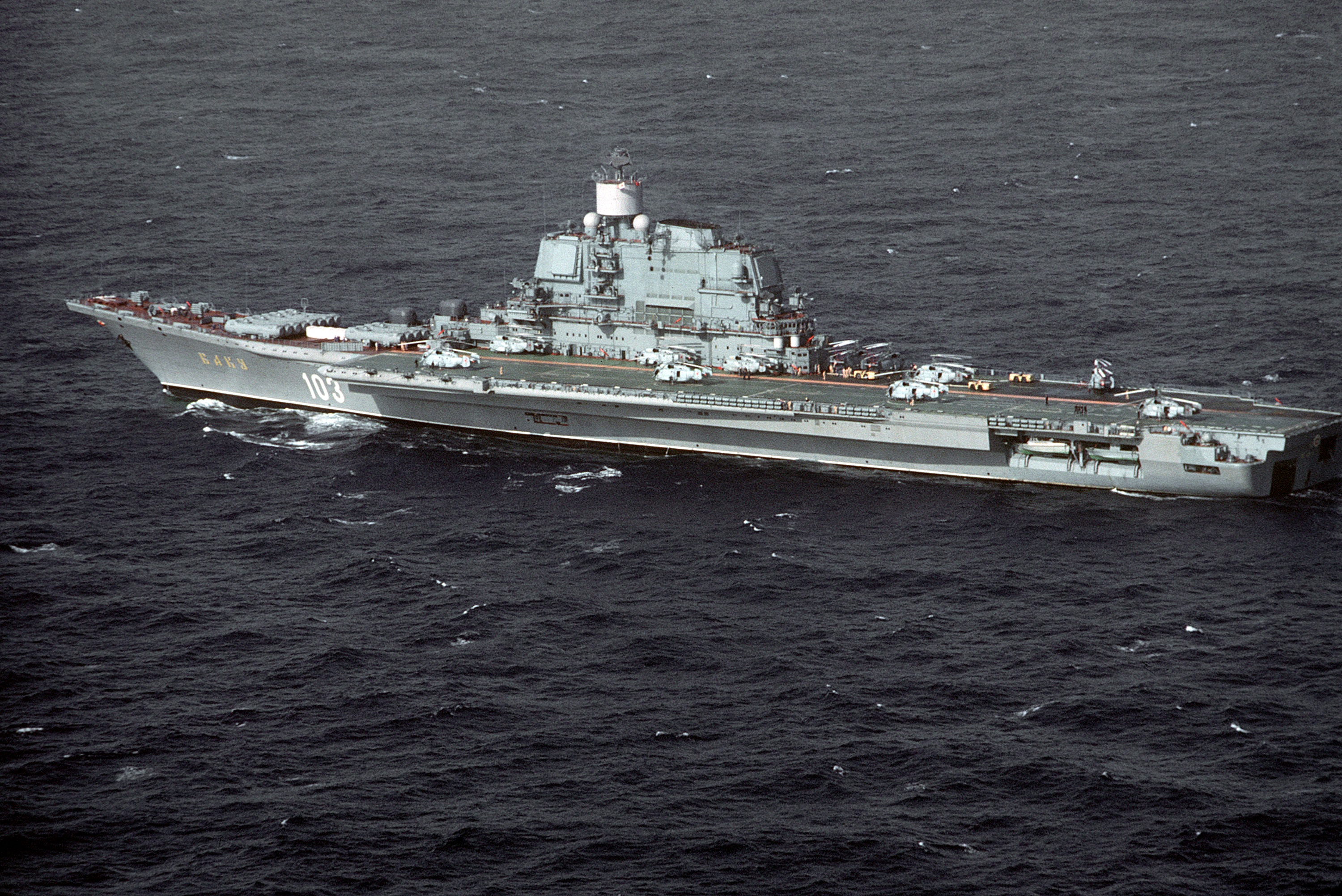
キエフ級。後にインド海軍でも準同型艦が就役することになる。
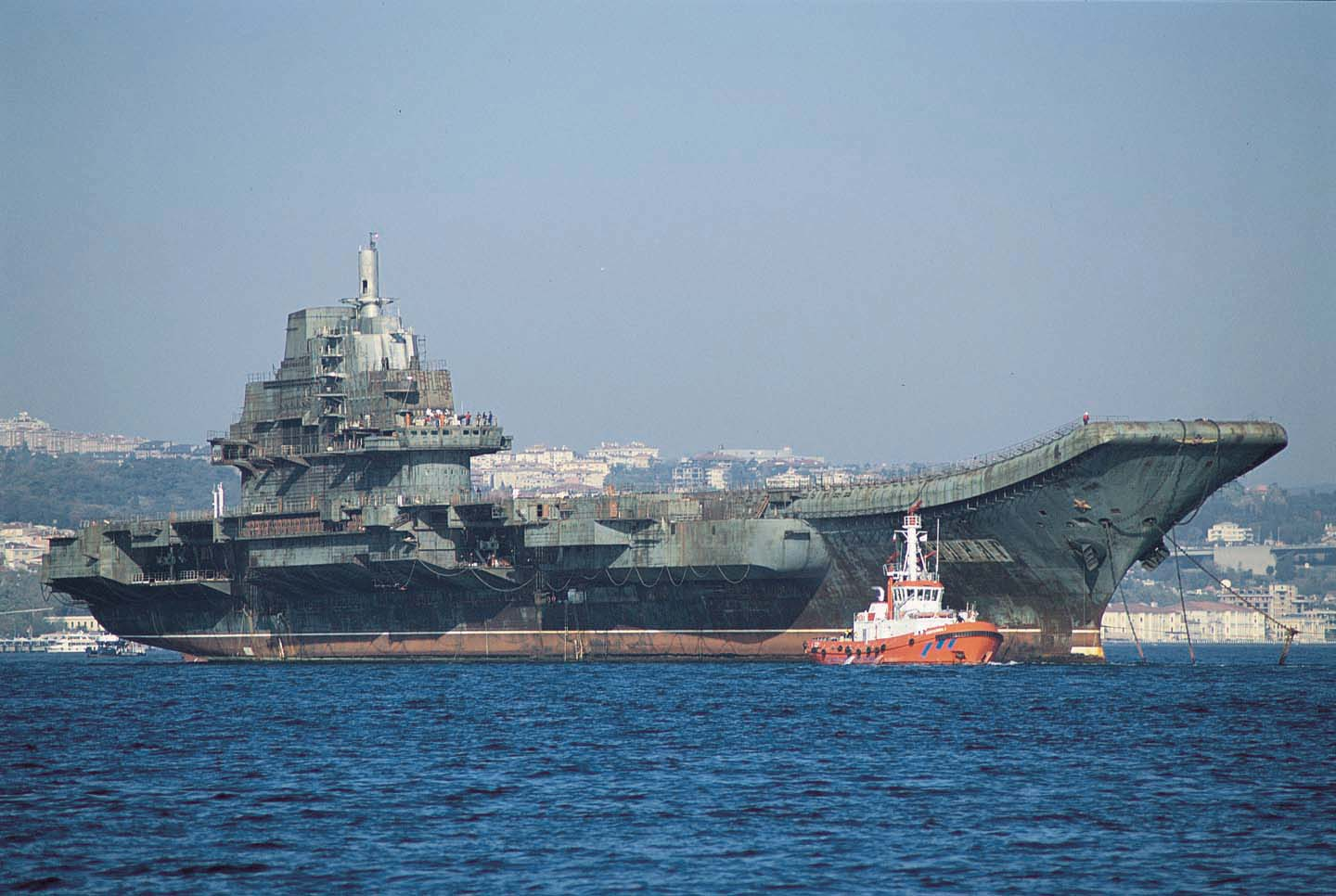
アドミラル・クズネツォフ級。後に中国海軍でも同級艦が就役することになる。

### 冷戦後
冷戦終結後、アメリカ軍が想定する戦争の形態が非対称戦争・低強度紛争に移行するのにつれて、空母の存在意義が再検討され、かつてのCVVのような小型化も俎上に載せられることになった。しかし結局はニミッツ級に準じた高性能艦が望ましいとの結論になり、同級の建造が継続されたのち、発展型のジェラルド・R・フォード級に移行した。

#### 中型空母の建造
アメリカ国外では、4万～6万トン級の中型空母の建造が相次いだ。
イギリス海軍は、インヴィンシブル級の後継として1990年代よりCVF計画に着手しており、一時はCATOBAR化も検討されたものの、結局はインヴィンシブル級と同様にSTOVL方式として建造され、クイーン・エリザベス級として2017年より就役した。
またフランス海軍はフォッシュ級の後継2隻を計画し、まず1隻が「シャルル・ド・ゴール」として建造された。これはアメリカ以外では初の原子力空母だったこともあって戦力化に難渋したが、2001年に就役した。続く2隻目（PA2）については、上記のクイーン・エリザベス級と同系列の設計になる予定だったが、2013年にキャンセルされた。
中国人民解放軍海軍は、ソビエト連邦の崩壊で建造が中断されていたクズネツォフ級2番艦「ヴァリャーグ」の未完成の艦体を購入して自国で完成させ、2012年に「遼寧」として就役させた。またその設計を踏襲した国産空母として「山東」を建造し、こちらも2017年に進水した。これらはいずれも「クズネツォフ」と同様にSTOBAR方式を採用していたが、CATOBAR方式の空母の開発も進めており、2022年には「福建」として進水した。
インド海軍も、キエフ級の準同型艦である「バクー」を「ヴィクラマーディティヤ」として再就役させる際にはSTOBAR方式に対応して改装し、更にSTOBAR方式に対応した国産空母として「ヴィクラント」を建造した。

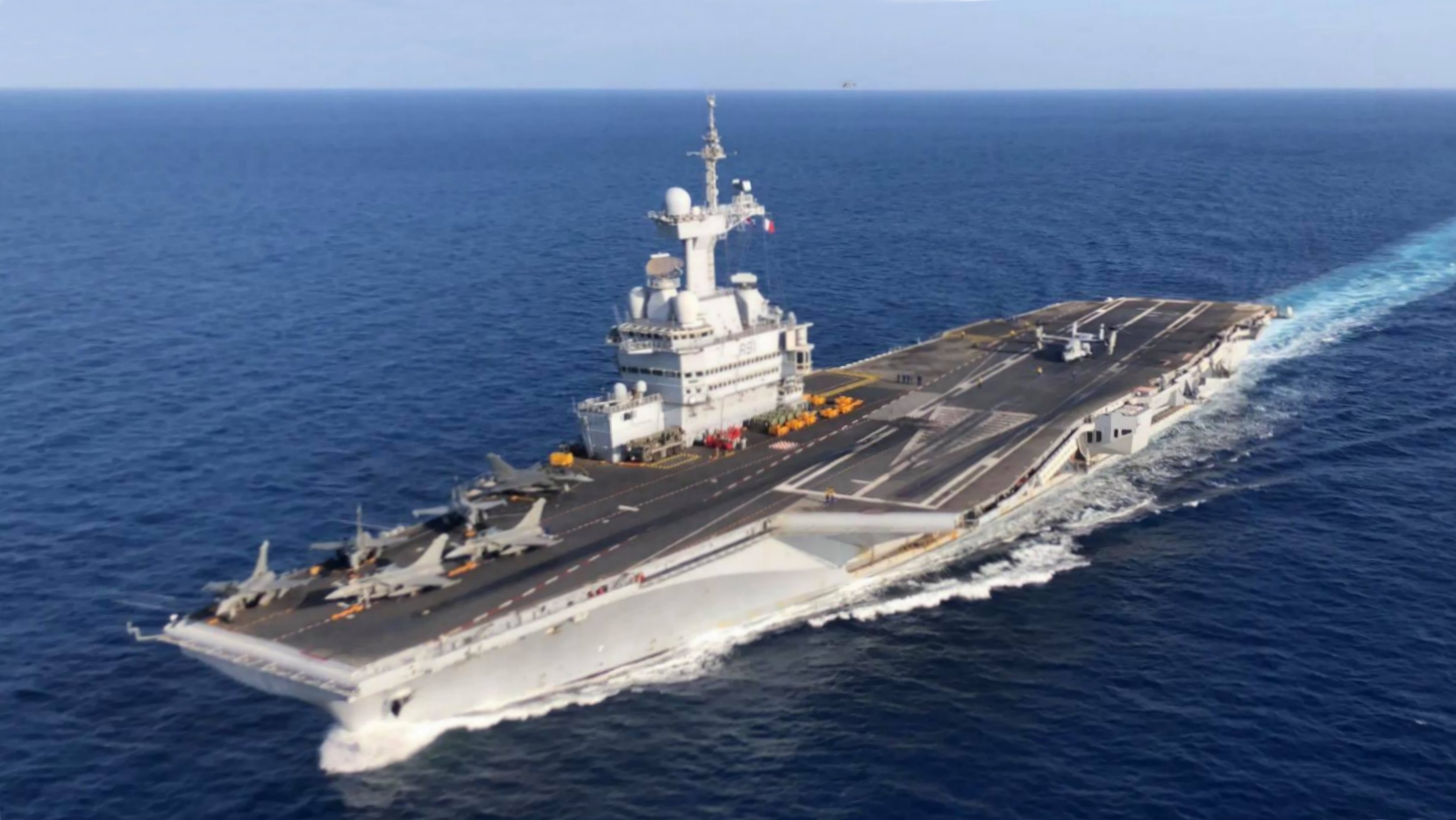
フランス海軍の「シャルル・ド・ゴール」
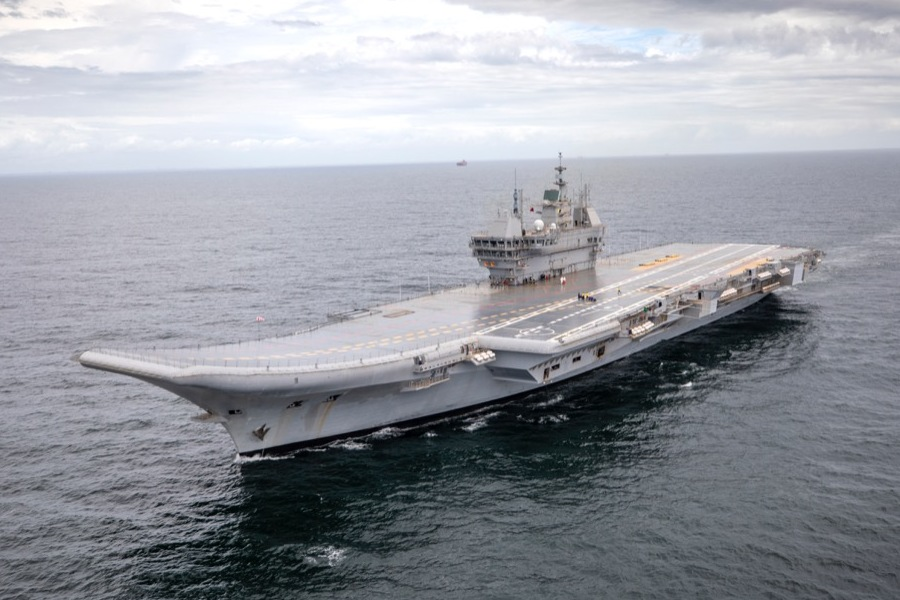
インド海軍の「ヴィクラント」

#### 強襲揚陸艦と軽空母

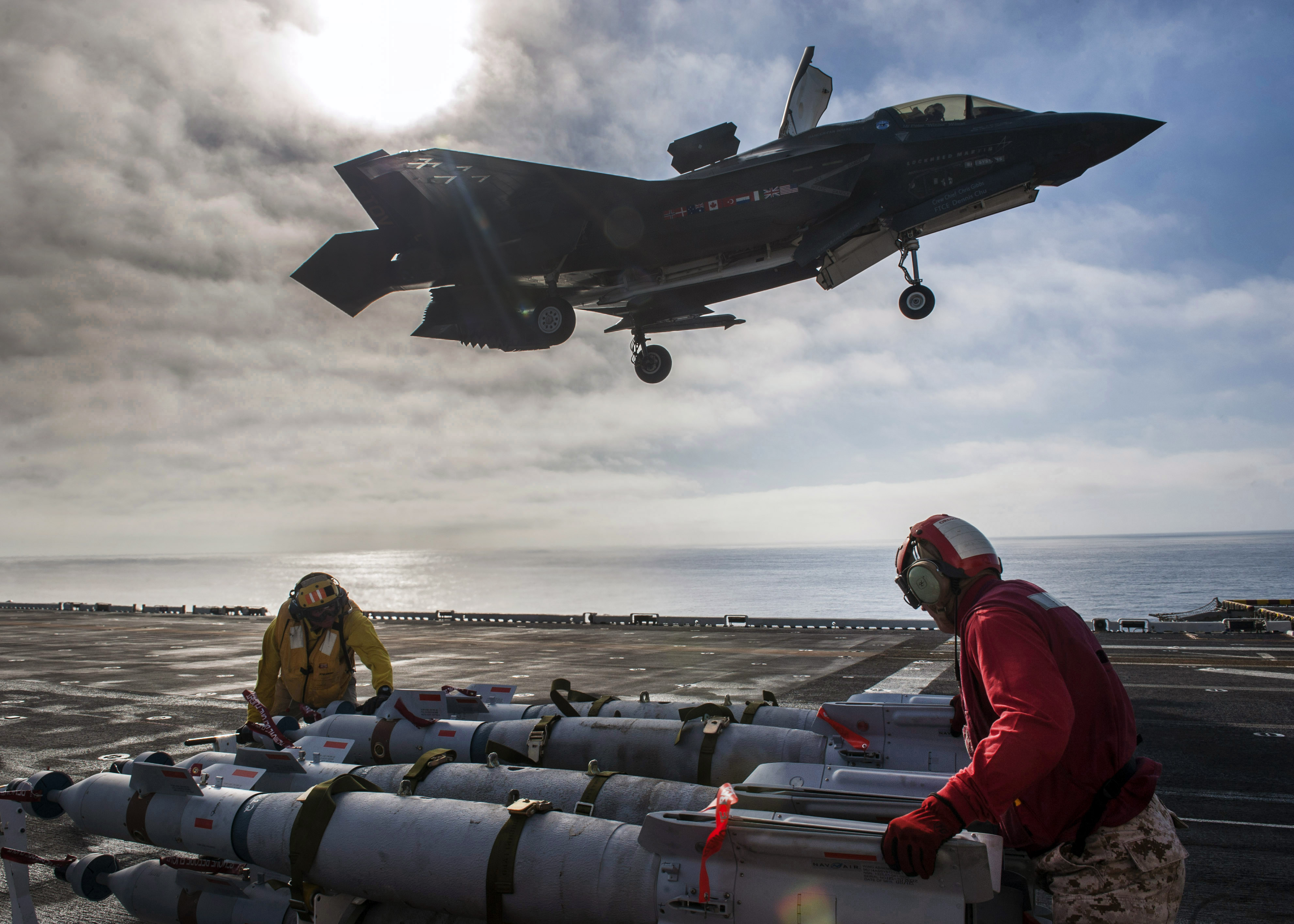
アメリカ級強襲揚陸艦とF-35B

上記の通り、アメリカ海軍のヘリコプター揚陸艦（LPH）は、もともと強襲ヘリコプター空母（CVHA）として航空母艦のカテゴリにあったものが、その保有枠を圧迫しないように揚陸艦のカテゴリに移されたという経緯があった。LPHはその後、更に大型で上陸用舟艇の運用にも対応するなど機能を強化した強襲揚陸艦（LHA/LHD）に発展したが、これらの艦は、その強力な航空運用機能を活かして、上記の制海艦に近い作戦行動も実施するようになった。
例えば湾岸戦争ではタラワ級が、またイラク戦争ではワスプ級が、それぞれ20機以上のAV-8B攻撃機を搭載して「ハリアー空母」として行動した。湾岸戦争において、ノーマン・シュワルツコフ将軍は「迅速・決定的な勝利に大きく貢献した3つの航空機」の1つにAV-8Bを挙げるほどであった。またこれらの後継となるアメリカ級では更に航空運用機能を充実させて、高性能なF-35Bを搭載しての「ライトニング空母」（CV-L）としての行動も想定して設計されている。
またマルチハザード化およびグローバル化に伴う任務の多様化に対応して、アメリカ国外でも強襲揚陸艦を建造・取得する国が相次いだが、これらの艦も軽空母・ヘリ空母としての運用が想定されていた。更に海上自衛隊も、ヘリコプター搭載護衛艦 (DDH)として建造したいずも型をSTOVL運用に対応できるように改装し、F-35Bを搭載・運用することが決定された。

## 空母以外の航空機搭載艦船

### 水上機母艦
水上機を搭載し、その行動基地としての役割を持つ軍艦。水上機以外を搭載する航空母艦が登場する前の第一次世界大戦当時、航空母艦とは水上機母艦を指すのが一般的であった。

### 水上戦闘艦

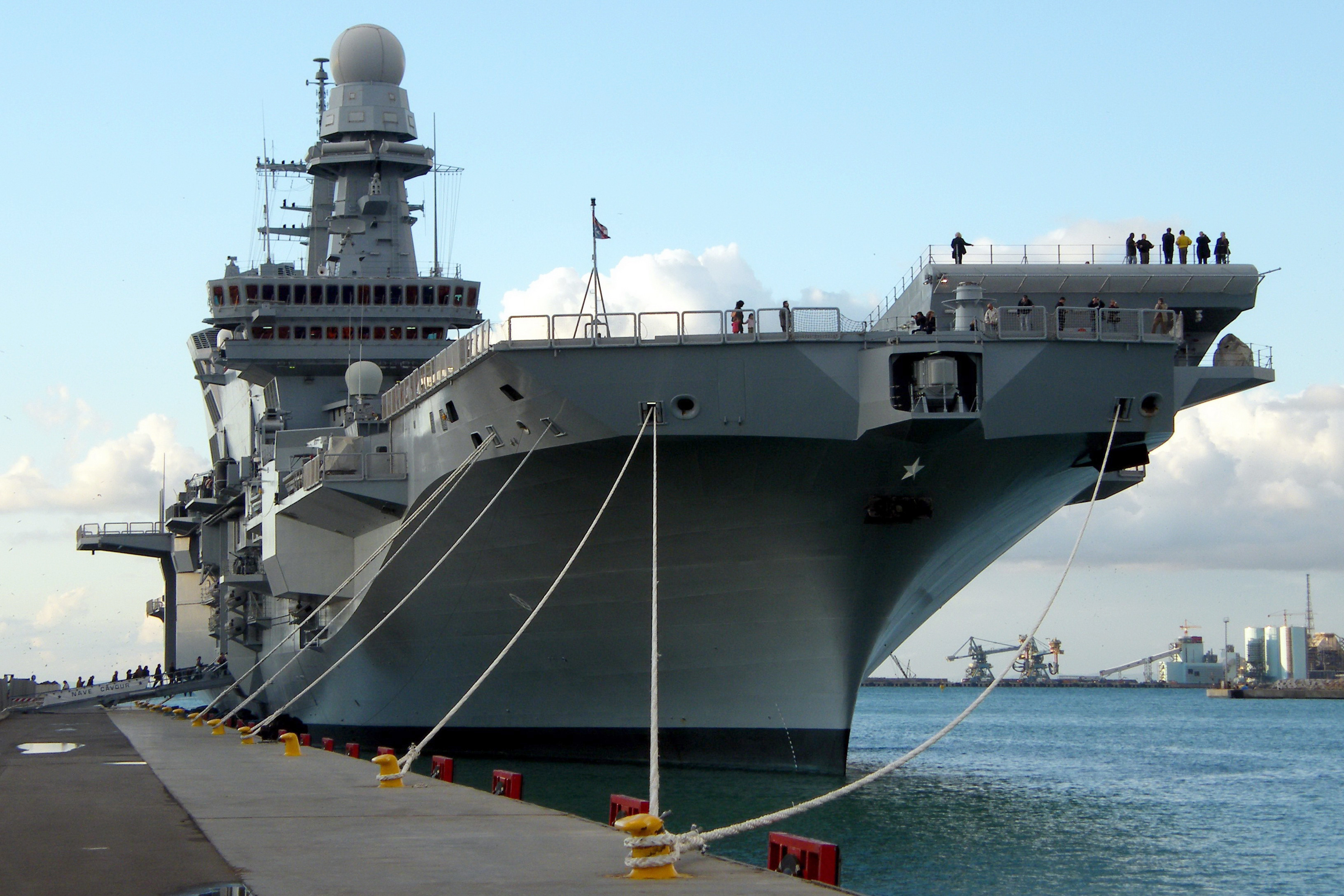
イタリアの「カヴール(C550)」は巡洋艦を表す「C」の船体分類記号を付与されている

航空母艦の登場直後より、水上戦闘艦、特に大型である戦艦や重巡洋艦に航空母艦としての機能を付与することが検討されていた。イギリス海軍は、クイーン・エリザベス級戦艦やレナウン級巡洋戦艦の主砲塔の上に滑走台を設置したが、発進は出来ても着艦は不可能だった。ワシントン海軍軍縮条約で戦艦や空母などの保有制限が課されたことで本格的な検討が着手された。
このうち航空戦艦については、日本海軍の「伊勢」、「日向」がこれに改装された。艦尾の主砲2基を撤去して、後甲板上を飛行機格納庫、その上方の甲板を飛行甲板として、彗星22機を搭載してカタパルト2基によって発進させる計画であった。「山城」「扶桑」についても同様の改装が計画されたが実現しなかった。
一方、航空巡洋艦 (Aircraft cruiser) については、当初はアメリカ海軍が熱心に研究しており、ロンドン軍縮条約では、アメリカの働きかけにより、巡洋艦の合計保有量のうち25パーセントには飛行甲板を装着してよいという規定が盛り込まれた。アメリカ海軍では、1935年には飛行甲板巡洋艦 (FL) なる新艦種も制定されたものの、結局は小型に過ぎて実用性に乏しいとして断念された。ただし航空巡洋艦については、航空母艦とは別に、水上機母艦の系譜としての検討も行われており、日本では利根型重巡洋艦および軽巡洋艦「大淀」、またスウェーデン海軍の巡洋艦「ゴトランド」が建造された。
なお戦後のヘリ空母・軽空母は、しばしば巡洋艦としての記号・呼称を付与されている。イギリス海軍のインヴィンシブル級は計画段階では全通甲板巡洋艦（Through Deck Cruiser, TDC）と称されていたほか、イタリア海軍の軽空母「ジュゼッペ・ガリバルディ」および「カヴール」も巡洋艦を表す「C」の船体分類記号を付与されている。またソ連海軍のキエフ級は航空巡洋艦、「アドミラル・クズネツォフ」は重航空巡洋艦と称される。
またこのほか、日本海軍の伊四百型潜水艦は特殊攻撃機「晴嵐」3機を搭載できたこともあり、潜水空母と俗称されることもある。

### 商船
大西洋の戦いが激烈さを増すのに伴い、船団護衛での洋上航空戦力の必要に対応して、連合国は護衛空母の建造を進めるのと並行して、商船に航空艤装を設置して航空機の運用に対応したMACシップを配備した。これは船団中の1隻として自らも貨物輸送に従事しつつ、必要に応じて飛行機を発進させて対潜哨戒と攻撃を行うものであり、乗員は固有船員であって、飛行科および砲員のみが海軍軍人であった。
なお日本海軍では護衛空母という名前で分類した。日本陸・海軍でも、タンカーを改正して補助空母として使用できるように艤装した特TL型がある。
また1970年代から1980年代にかけて、アメリカ海軍では、コンテナ船をヘリ空母として使えるよう、20フィート・コンテナを組み合わせて航空艤装を構築できるようにしたアラパホ・システムを開発した。これ自体は試作の域を出なかったが、イギリス海軍は、試作品を借用して試験を行ったのち、民間船を改造した航空支援艦として「アーガス」を取得した。